# Wereldkampioenschappen zwemmen 2024 – 200 meter vlinderslag mannen
De 200 meter vlinderslag voor mannen op de wereldkampioenschappen zwemmen 2024 in Doha vond plaats op 13 en 14 februari 2024. 

## Records
Voorafgaand aan het toernooi waren dit het wereldrecord en het kampioenschapsrecord
| Wereldrecord         | Kristóf Milák | 1.50,34 | Boedapest | 21 juni 2022 |
| Kampioenschapsrecord | Kristóf Milák | 1.50,34 | Boedapest | 21 juni 2022 |

## Uitslagen
De zestien snelste zwemmers in de series kwalificeerden zich voor de halve finales, de snelste acht in de halve finales gingen door naar de finale.

### Series
| Rang | Serie | Baan | Naam                  | Land                 | Tijd         | Bijz.        |
| ---- | ----- | ---- | --------------------- | -------------------- | ------------ | ------------ |
| 1    | 5     | 7    | Kregor Zirk           | Estland              | 1.55,58      | Q, NR        |
| 2    | 3     | 2    | Lewis Clareburt       | Nieuw-Zeeland        | 1.56,10      | Q            |
| 3    | 3     | 3    | Zach Harting          | Verenigde Staten     | 1.56,12      | Q            |
| 4    | 5     | 5    | Martin Espernberger   | Oostenrijk           | 1.56,26      | Q            |
| 5    | 4     | 4    | Krzysztof Chmielewski | Polen                | 1.56,37      | Q            |
| 6    | 5     | 6    | Matthew Sates         | Zuid-Afrika          | 1.56,40      | Q            |
| 7    | 3     | 5    | Alberto Razzetti      | Italië               | 1.56,53      | Q            |
| 8    | 3     | 4    | Richárd Márton        | Hongarije            | 1.56,54      | Q            |
| 9    | 5     | 4    | Tomoru Honda          | Japan                | 1.56,56      | Q            |
| 10   | 4     | 5    | Michał Chmielewski    | Polen                | 1.56,83      | Q            |
| 11   | 5     | 3    | Arbidel González      | Spanje               | 1.57,20      | Q            |
| 12   | 4     | 6    | Denys Kesil           | Oekraïne             | 1.57,42      | Q            |
| 13   | 3     | 7    | Ondřej Gemov          | Tsjechië             | 1.57,45      | Q            |
| 14   | 2     | 0    | Max Litchfield        | Verenigd Koninkrijk  | 1.57,48      | Q            |
| 14   | 4     | 3    | Federico Burdisso     | Italië               | 1.57,48      | Q            |
| 16   | 3     | 6    | Nao Horomura          | Japan                | 1.57,52      | SO           |
| 16   | 4     | 7    | Petar Mitsin          | Bulgarije            | 1.57,52      | SO           |
| 18   | 4     | 9    | Abdalla Nasr          | Egypte               | 1.57,85      | NR           |
| 19   | 5     | 1    | Park Jung-hun         | Zuid-Korea           | 1.58,29      |              |
| 20   | 3     | 1    | Matheus Gonche        | Brazilië             | 1.58,79      |              |
| 21   | 3     | 0    | Marius Toscan         | Zwitserland          | 1.58,99      |              |
| 22   | 4     | 1    | Héctor Ruvalcaba      | Mexico               | 1.59,08      |              |
| 23   | 4     | 2    | Wang Xizhe            | China                | 1.59,32      |              |
| 24   | 4     | 0    | Raben Dommann         | Canada               | 1.59,45      |              |
| 25   | 5     | 9    | Navaphat Wongcharoen  | Thailand             | 1.59,78      |              |
| 26   | 4     | 8    | Samuel Kostal         | Slowakije            | 1.59,90      |              |
| 27   | 2     | 5    | Apostolos Papastamos  | Griekenland          | 2.00,56      |              |
| 28   | 5     | 8    | Erick Gordillo        | Guatemala            | 2.01,75      |              |
| 29   | 2     | 4    | Diego Balbi           | Peru                 | 2.01,91      |              |
| 30   | 3     | 9    | David Arias           | Colombia             | 2.02,32      |              |
| 31   | 2     | 6    | Simon Bachmann        | Seychellen           | 2.03,31      |              |
| 32   | 2     | 2    | Nika Tchitchiashvili  | Georgië              | 2.03,41      |              |
| 33   | 2     | 3    | Xavier Ventura        | El Salvador          | 2.03,87      |              |
| 34   | 1     | 1    | Maxim Skazobtsov      | Kazachstan           | 2.05,49      |              |
| 35   | 5     | 0    | Ramil Valizade        | Azerbeidzjan         | 2.05,58      |              |
| 36   | 2     | 7    | Isaiah Aleksenko      | Noordelijke Marianen | 2.10,17      |              |
| 37   | 2     | 8    | Clinton Opute         | Nigeria              | 2.13,83      |              |
| 38   | 1     | 3    | Ahmed Theibich        | Bahrein              | 2.18,46      |              |
| 39   | 1     | 2    | Siraj Ai Sharif       | Libië                | 2.21,88      |              |
| –    | 2     | 1    | Gerald Hernández      | Nicaragua            | Niet gestart | Niet gestart |
| –    | 3     | 8    | Yeziel Morales        | Puerto Rico          | Niet gestart | Niet gestart |
| –    | 5     | 2    | Chad le Clos          | Zuid-Afrika          | Niet gestart | Niet gestart |

#### Swim-off
| Rang | Baan | Naam         | Land      | Tijd    | Bijz. |
| ---- | ---- | ------------ | --------- | ------- | ----- |
| 1    | 5    | Petar Mitsin | Bulgarije | 1.56,91 | Q     |
| 2    | 4    | Nao Horomura | Japan     | 1.57,46 |       |

### Halve finales
| Rang | Serie | Baan | Naam                  | Land                | Tijd              | Bijz.             |
| ---- | ----- | ---- | --------------------- | ------------------- | ----------------- | ----------------- |
| 1    | 2     | 6    | Alberto Razzetti      | Italië              | 1.55,09           | Q                 |
| 2    | 2     | 2    | Tomoru Honda          | Japan               | 1.55,20           | Q                 |
| 3    | 1     | 2    | Michał Chmielewski    | Polen               | 1.55,38           | Q                 |
| 4    | 1     | 5    | Martin Espernberger   | Oostenrijk          | 1.55,40           | Q                 |
| 5    | 2     | 4    | Kregor Zirk           | Estland             | 1.55,64           | Q                 |
| 6    | 1     | 4    | Lewis Clareburt       | Nieuw-Zeeland       | 1.55,82           | Q                 |
| 7    | 1     | 3    | Matthew Sates         | Zuid-Afrika         | 1.55,88           | Q                 |
| 8    | 1     | 6    | Richárd Márton        | Hongarije           | 1.56,04           | Q                 |
| 9    | 2     | 8    | Federico Burdisso     | Italië              | 1.56,68           |                   |
| 10   | 2     | 7    | Arbidel González      | Spanje              | 1.56,77           |                   |
| 11   | 2     | 5    | Zach Harting          | Verenigde Staten    | 1.56,81           |                   |
| 12   | 1     | 1    | Max Litchfield        | Verenigd Koninkrijk | 1.56,93           |                   |
| 13   | 1     | 7    | Denys Kesil           | Oekraïne            | 1.57,67           |                   |
| 14   | 1     | 8    | Petar Mitsin          | Bulgarije           | 1.57,77           |                   |
| 15   | 2     | 1    | Ondřej Gemov          | Tsjechië            | 1.58,34           |                   |
| –    | 2     | 3    | Krzysztof Chmielewski | Polen               | Gediskwalificeerd | Gediskwalificeerd |

### Finale
| Rang   | Baan | Naam                | Land          | Tijd    | Bijz. |
| ------ | ---- | ------------------- | ------------- | ------- | ----- |
| Goud   | 5    | Tomoru Honda        | Japan         | 1.53,88 |       |
| Zilver | 4    | Alberto Razzetti    | Italië        | 1.54,65 |       |
| Brons  | 6    | Martin Espernberger | Oostenrijk    | 1.55,16 |       |
| 4      | 3    | Michał Chmielewski  | Polen         | 1.55,36 |       |
| 5      | 2    | Kregor Zirk         | Estland       | 1.55,48 | NR    |
| 6      | 8    | Richárd Márton      | Hongarije     | 1.55,76 |       |
| 7      | 7    | Lewis Clareburt     | Nieuw-Zeeland | 1.55,86 |       |
| 8      | 1    | Matthew Sates       | Zuid-Afrika   | 1.57,23 |       |